# Tempelhaus (Neckarelz)

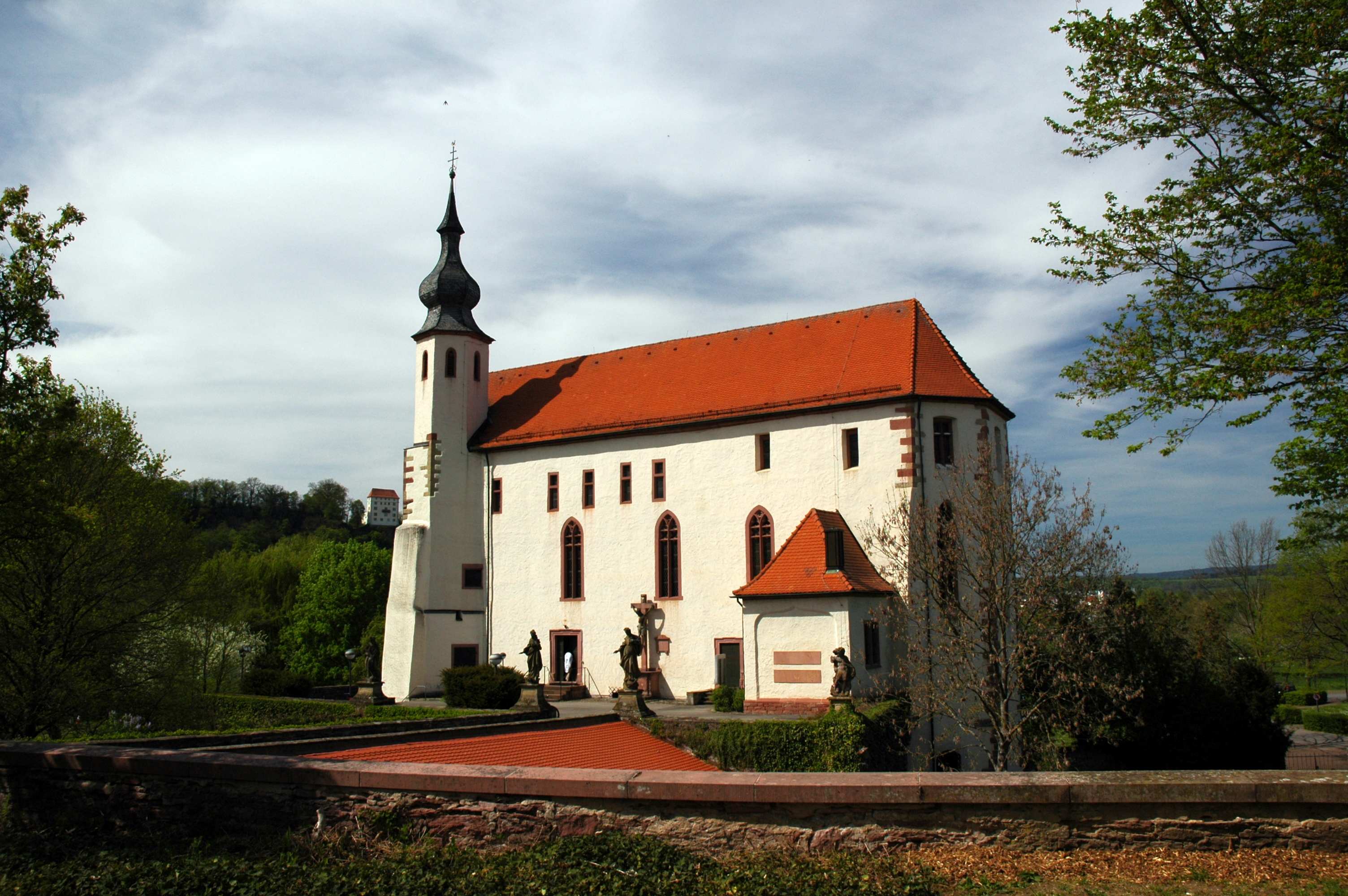
Tempelhaus in Neckarelz, Ansicht von Südosten

Das Tempelhaus nahe dem Neckarufer in Neckarelz in Baden-Württemberg geht auf den mittelalterlichen Wohnturm einer Johanniterburg mit dem einstigen Namen Burg Elz zurück. Bei dem seit dem späten 16. Jahrhundert Tempelhaus genannten Gebäude handelt es sich nach der Burg Lohrbach um das zweitälteste Gebäude in Mosbach und um die einzige in ihrer authentischen Form erhaltene Johanniterburg in Baden-Württemberg. Zu den Kunstschätzen des als katholische Kirche genutzten Gebäudes zählt der Conradusstein, eine Grabplatte aus der Zeit um 1300.

## Geschichte

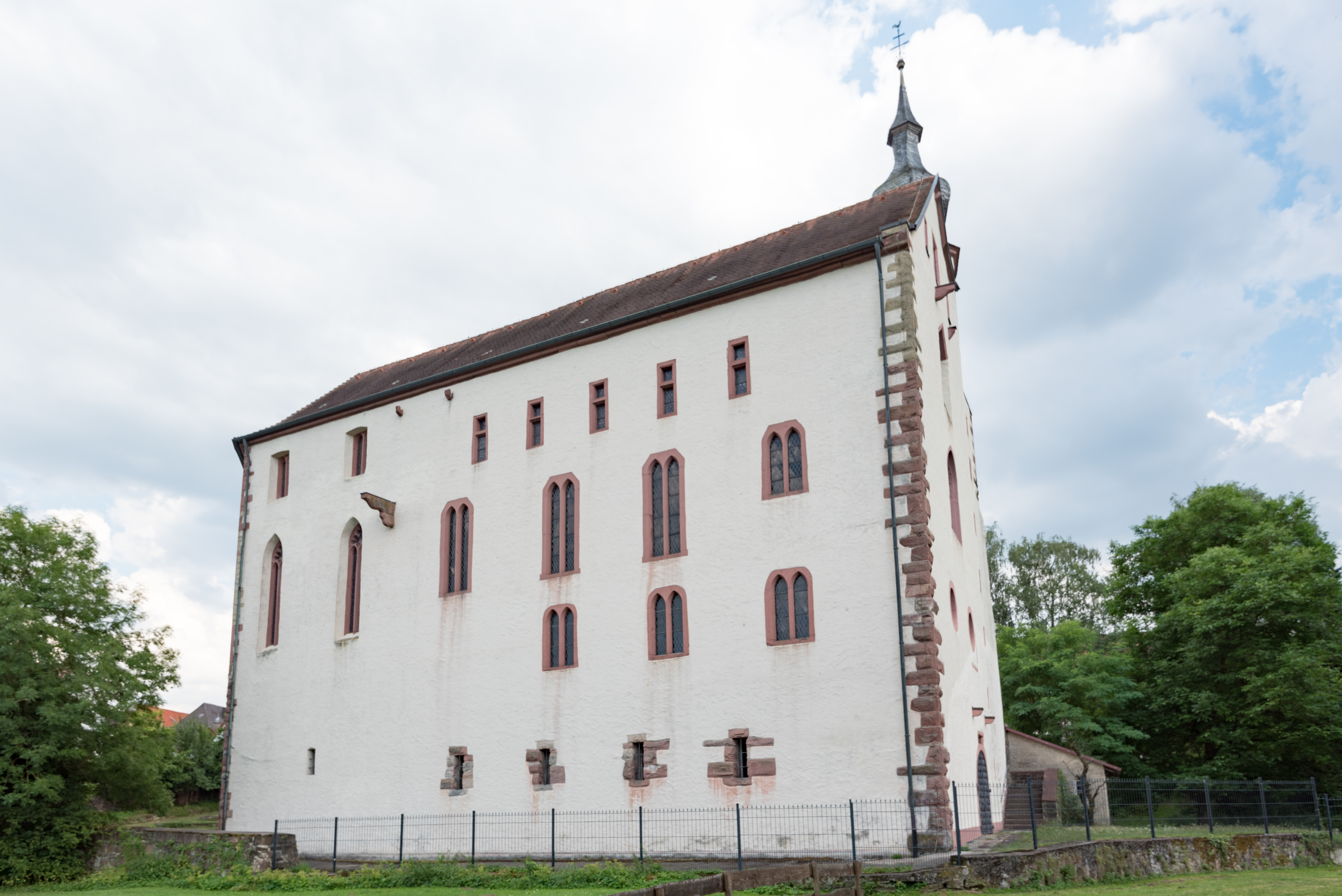
Ansicht von Westen (Neckarseite)

Die älteste Erwähnung der vermutlich noch älteren Tiefburg erfolgt in einer Urkunde vom 11. Juni 1300, nach der die Johanniter in dem damals bereits bestehenden Gebäude ihre Niederlassung hatten. Der Ursprung der Anlage kann nur vermutet werden. Man nimmt an, dass vermutlich im Zusammenhang mit der nahen Pfalz Wimpfen der Staufer um 1200 ein Wohnturm erbaut wurde. Der Turm war nach Norden und Westen vom alten Lauf der Elz, nach Süden und Osten von einem etwas höher liegenden Wassergraben umgeben.
Der Johanniterorden hat die Burg wohl gegen Ende des 13. Jahrhunderts übernommen und zum Spital mit zugehöriger Kapelle (dem heutigen Chor) ausgebaut, doch schon nach rund 50 Jahren, am 5. Februar 1350, an Engelhart von Hirschhorn verkauft. Im Jahr 1422 war die Anlage im Besitz des Pfalzgrafen von Mosbach, im Jahr 1500 ging die Anlage an die Kurpfalz. 1581 wurde die lange Zeit als Lager und Kellerei genutzte Anlage vom kurpfälzischen Amtskeller Hans Albrecht Eysenmenger erstmals als Tempelhaus bezeichnet, obwohl das Gebäude nie im Besitz des Templerordens war. 1606 erhielt das Untergeschoss einen Zugang von außen, um zu Lagerzwecken leichter zugänglich zu sein.
In der alten Burgkapelle fanden nach einem Glaubenswechsel in der Kurpfalz 1688 erstmals wieder katholische Gottesdienste statt, während der Rest des Gebäudes weiterhin als Scheune und Fruchtspeicher genutzt wurde. 1698 verfügte Kurfürst Johann Wilhelm das Simultaneum für die nahe Martinskirche, so dass die Katholiken diese mitbenutzten, bevor sie bei der Pfälzischen Kirchenteilung 1705 den Ostteil des Tempelhauses endgültig als Kirche zugesprochen bekamen, den sie 1707 feierlich bezogen. Es gab zunächst keinen direkten Zugang zur Kapelle, der einzige Zugang führte auf verschlungenen Wegen durch die Speicherräume. Erst von 1731 bis 1735 wurde der gesamte erste Stock zur Kirche ausgebaut und die Kirche 1737 zu Ehren Mariä Himmelfahrt geweiht und wird deshalb auch „Maria Assunta“ genannt. Eine Glocke hatte die Kirche bis 1875 nicht, stattdessen machten die Katholiken vom Läuterecht in der evangelischen Martinskirche Gebrauch.
1803 kam die Anlage in den Besitz des Fürstentums Leiningen, 1872 hat die katholische Pfarrgemeinde Neckarelz die Anlage erworben und 1879 eine Sakristei angebaut. Teile des Gebäudes blieben dabei weiterhin als Fruchtspeicher genutzt, noch 1903 war das Untergeschoss an eine Gärtnerei vermietet. Zwischen 1926 und 1929 wurde der Keller zur Unterkirche ausgebaut und im Hauptkirchenraum nach Entfernung einer Holzdecke aus dem 18. Jahrhundert eine zweite Empore eingezogen.
Nach dem Zweiten Weltkrieg wuchs die katholische Gemeinde in Neckarelz durch den Zustrom von Flüchtlingen und Heimatvertriebenen stark an, so dass 1955 die neue Marienkirche im Ort erbaut und zur Pfarrkirche der Gemeinde wurde. Von 1963 bis 1965 fanden umfangreiche Renovierungen am Tempelhaus statt, wobei nun erneut eine Holzdecke in den Kirchenraum eingezogen wurde, um das Obergeschoss wieder nutzen und die Kapitelstube leichter erreichen zu können. 2001 wurden tragende Mauern saniert und im Innenraum die originale Farbfassung aus dem 14. Jahrhundert wiederhergestellt.

## Beschreibung

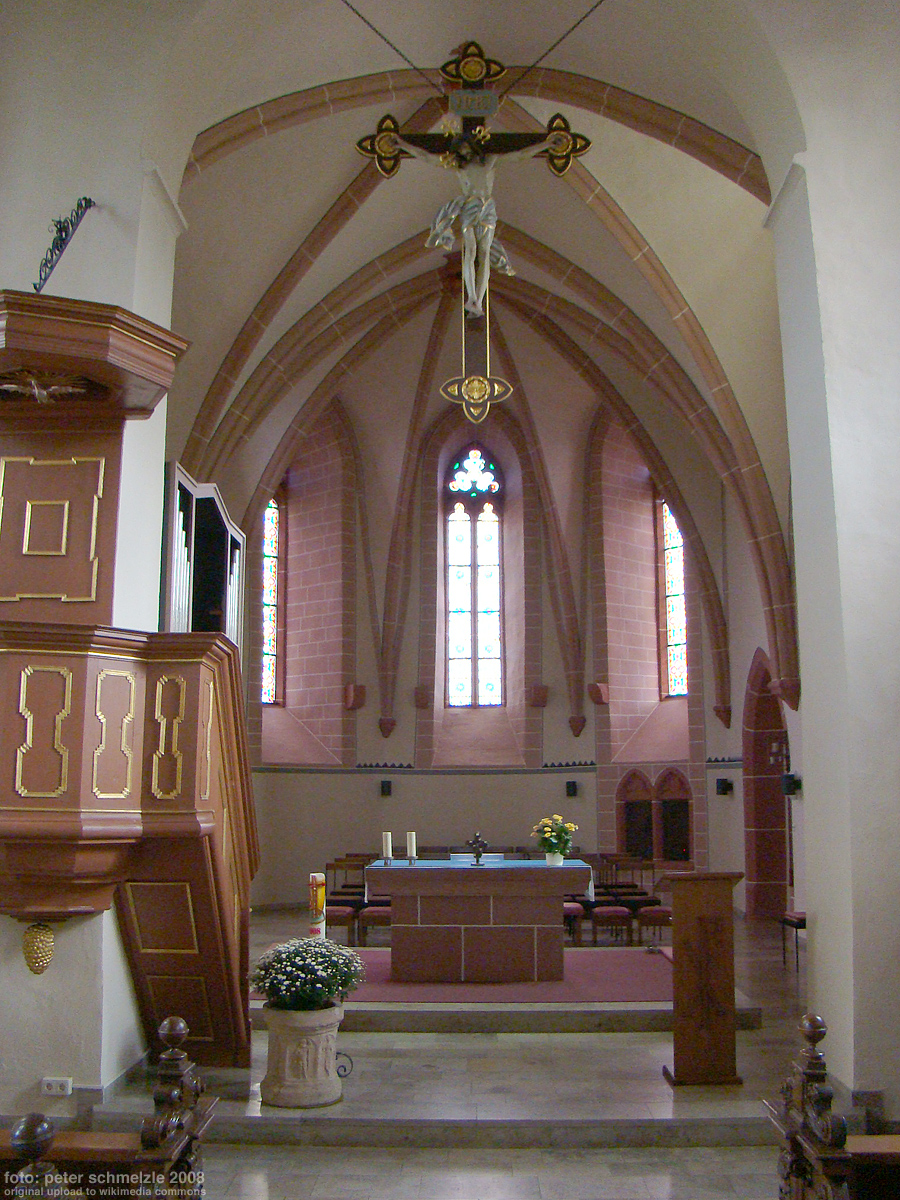
Blick zum Chor

Das Tempelhaus ist ein längliches mehrstöckiges steinernes Gebäude. Der Zugang zum Kirchenraum erfolgt über eine Steinbrücke und einen Vorplatz von Süden, wo sich einige Steinfiguren von 1752 befinden. Der polygonale Chor mit gotischen Maßwerkfenstern und Kreuzgewölbe ist nach Osten ausgerichtet. Das Kreuzgewölbe weist schmuckvolle Schlusssteine auf, der Chor ist farblich in einer Farbfassung aus dem 14. Jahrhundert gestaltet. An der Südwand des Chores wurde ein historisches Fresko des heiligen Christophorus freigelegt. In den Fensterwänden des die restliche Geschossfläche ausmachenden Kirchenschiffs sind historische Adelswappen erhalten.
In die Nordwand ist eine historische Grabplatte, der so genannte Conradusstein, eingelassen. Seine Inschrift ist nicht zweifelsfrei interpretierbar. Gemäß jüngerer Forschung handelt es sich um die Grabplatte eines im Jahr 1302 gestorbenen Konrad von Büchel, der der Begründer der Ordensburgen in Neckarelz und Boxberg gewesen sein soll.

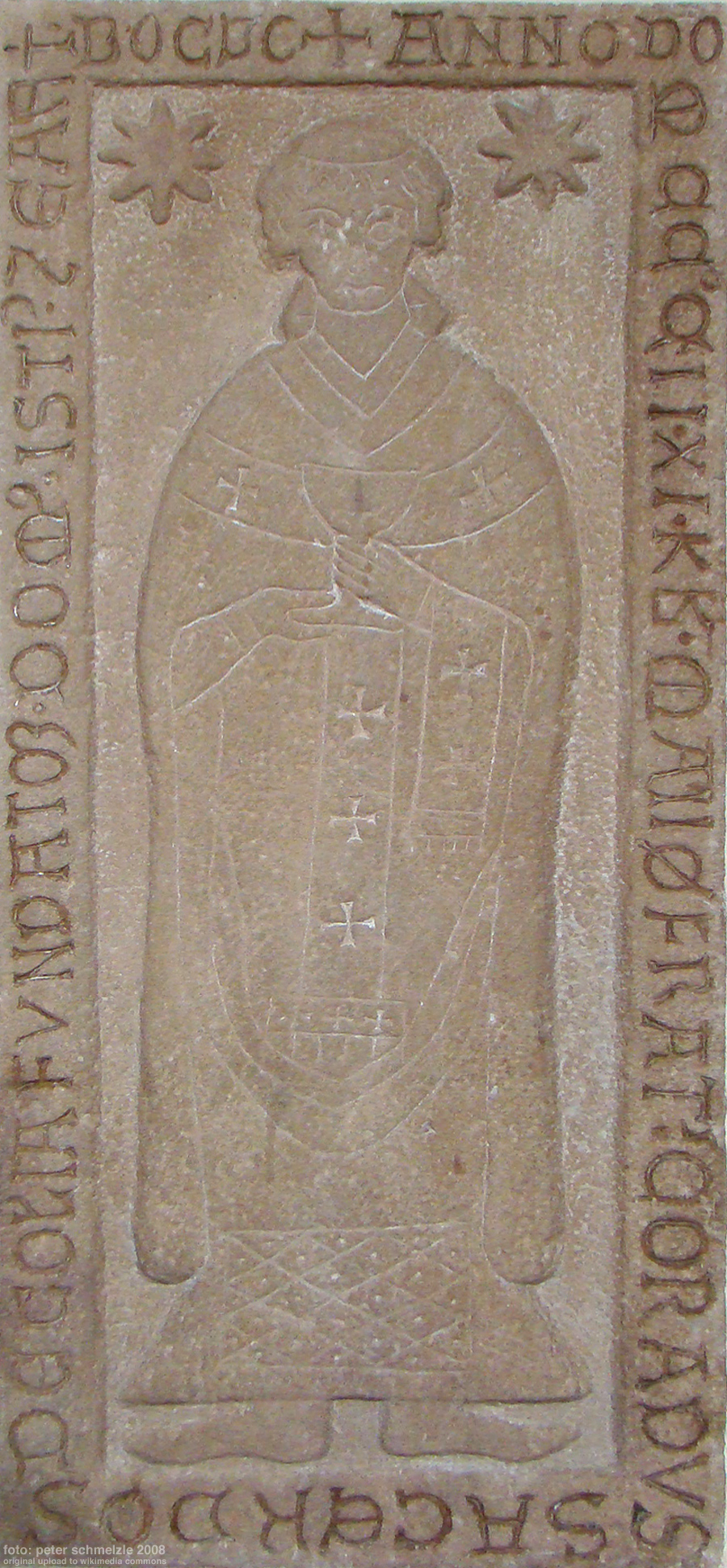
Conradusstein
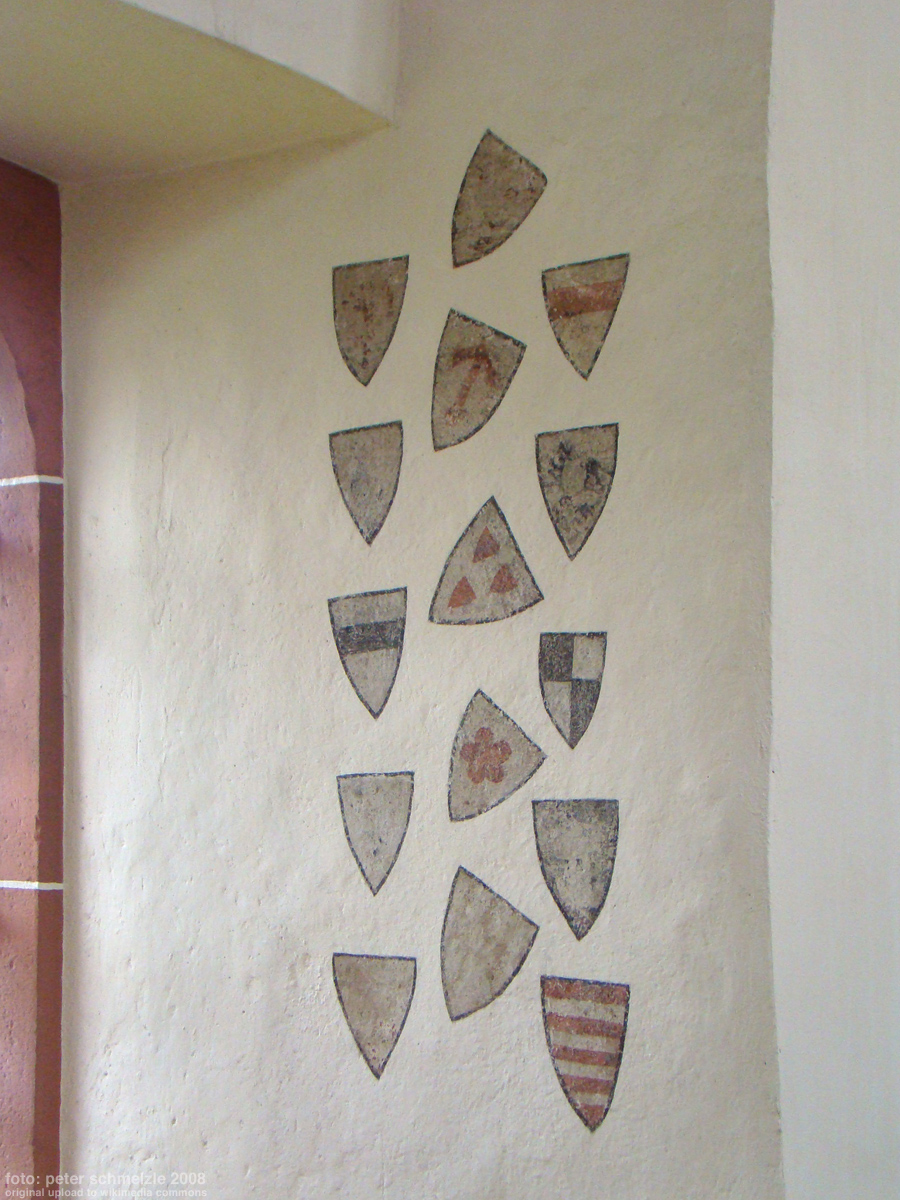
Historische Wappen im Tempelhaus
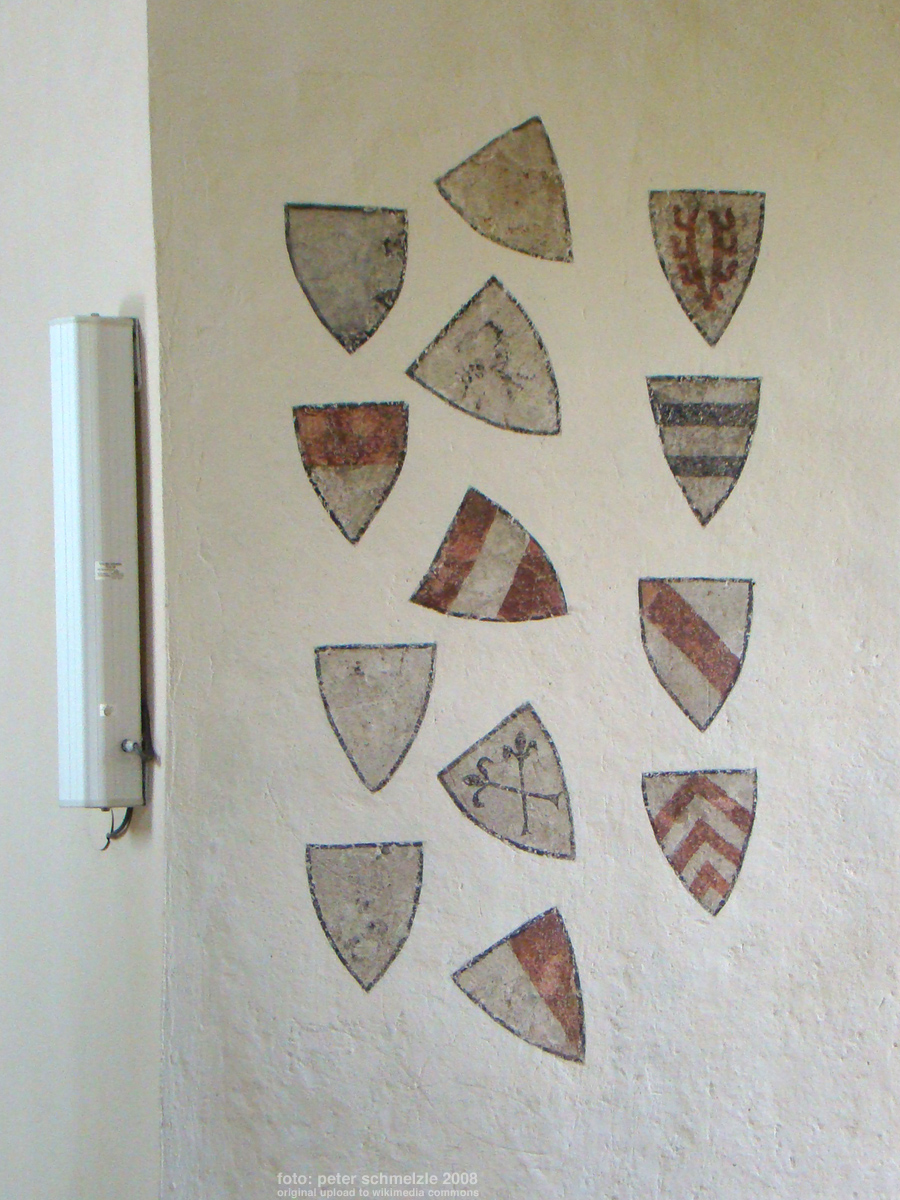
Historische Wappen im Tempelhaus

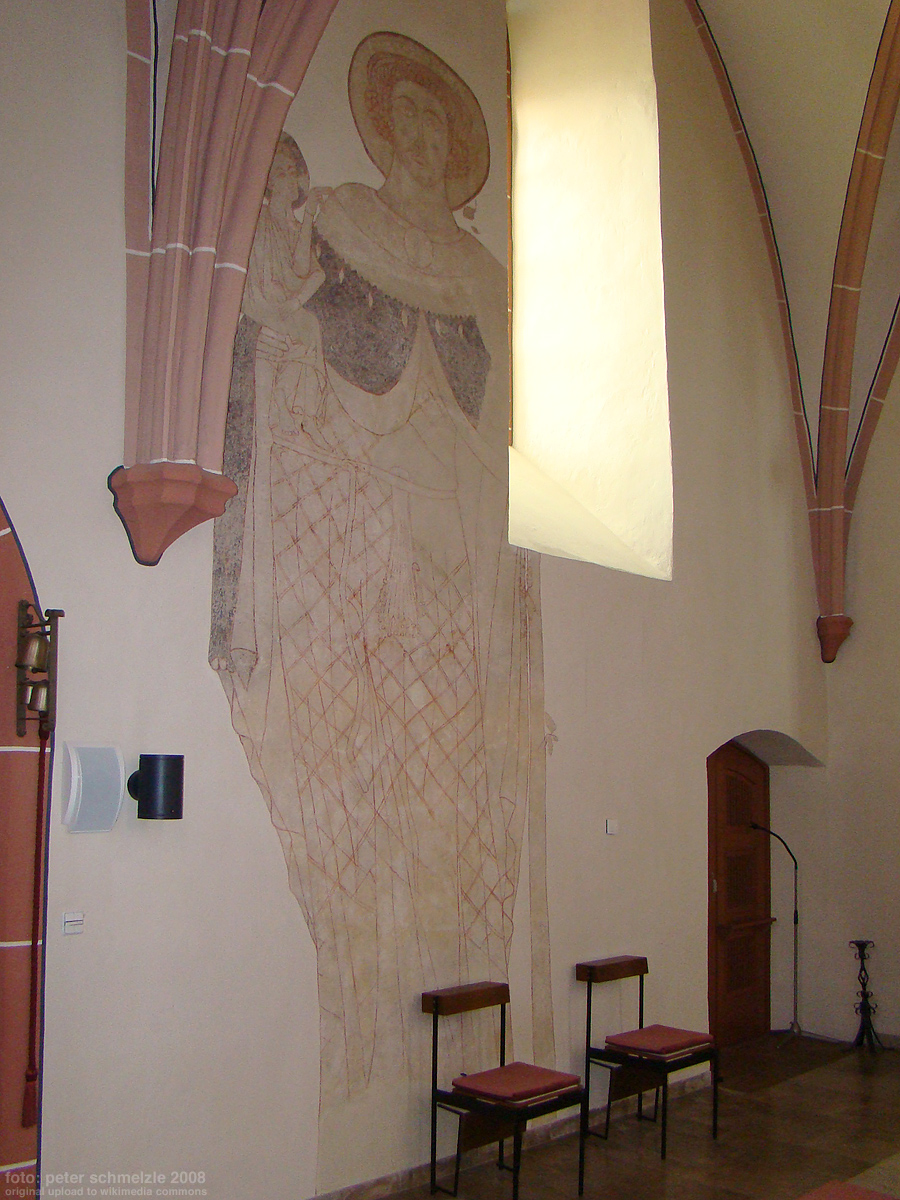
Fresko im Chor

An der westlichen Giebelseite wurde ein historischer Schnitzaltar mit der Darstellung des hl. Georg aufgestellt. Der Altar befand sich einst im Chor, wurde danach im Obergeschoss verwahrt und kam nach einer Restaurierung an seinen jetzigen Standort.
Über einen in der Südwestecke angebauten Treppenturm kommt man zum Obergeschoss, das in dem polygonalen Raum oberhalb des Chores abermals einen Kreuzrippengewölbe aufweist. Das Obergeschoss wird zu besonderen Anlässen als Ausstellungsfläche genutzt, dort sind verschiedene historische Exponate aus der Geschichte des Tempelhauses ausgestellt.
Die Orgel mit 9 Registern baute 1967 die Firma Vleugels aus Hardheim.
Im Treppenturm hängen in einem Stahlglockenstuhl auch drei Kirchenglocken aus Bronze, die Friedrich Wilhelm Schilling 1965 gegossen hatte.
| Glocke | Durchmesser | Gewicht | Schlagton |
| ------ | ----------- | ------- | --------- |
| 1      | 763 mm      | 299 kg  | c″-1      |
| 2      | 682 mm      | 219 kg  | es″+1     |
| 3      | 604 mm      | 147 kg  | f″-1      |

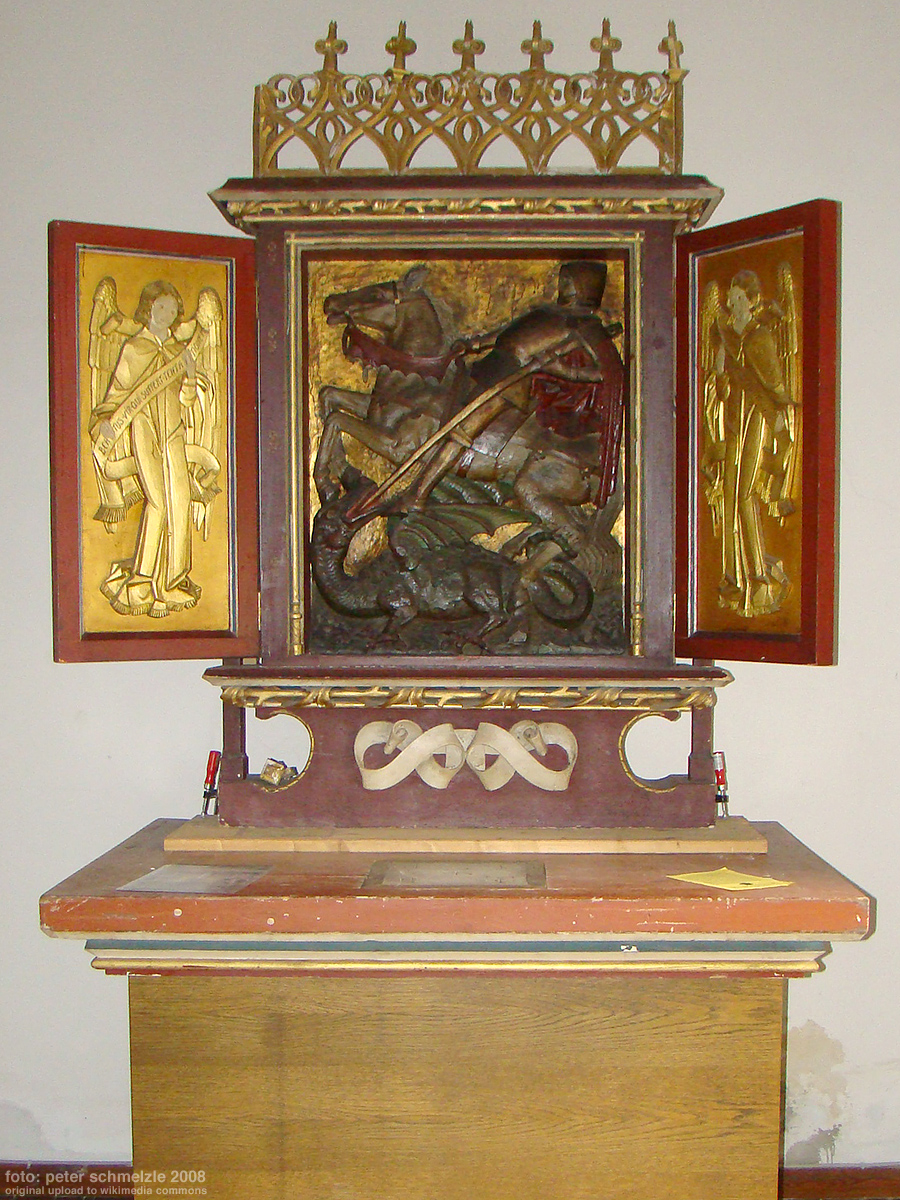
Georgsaltar
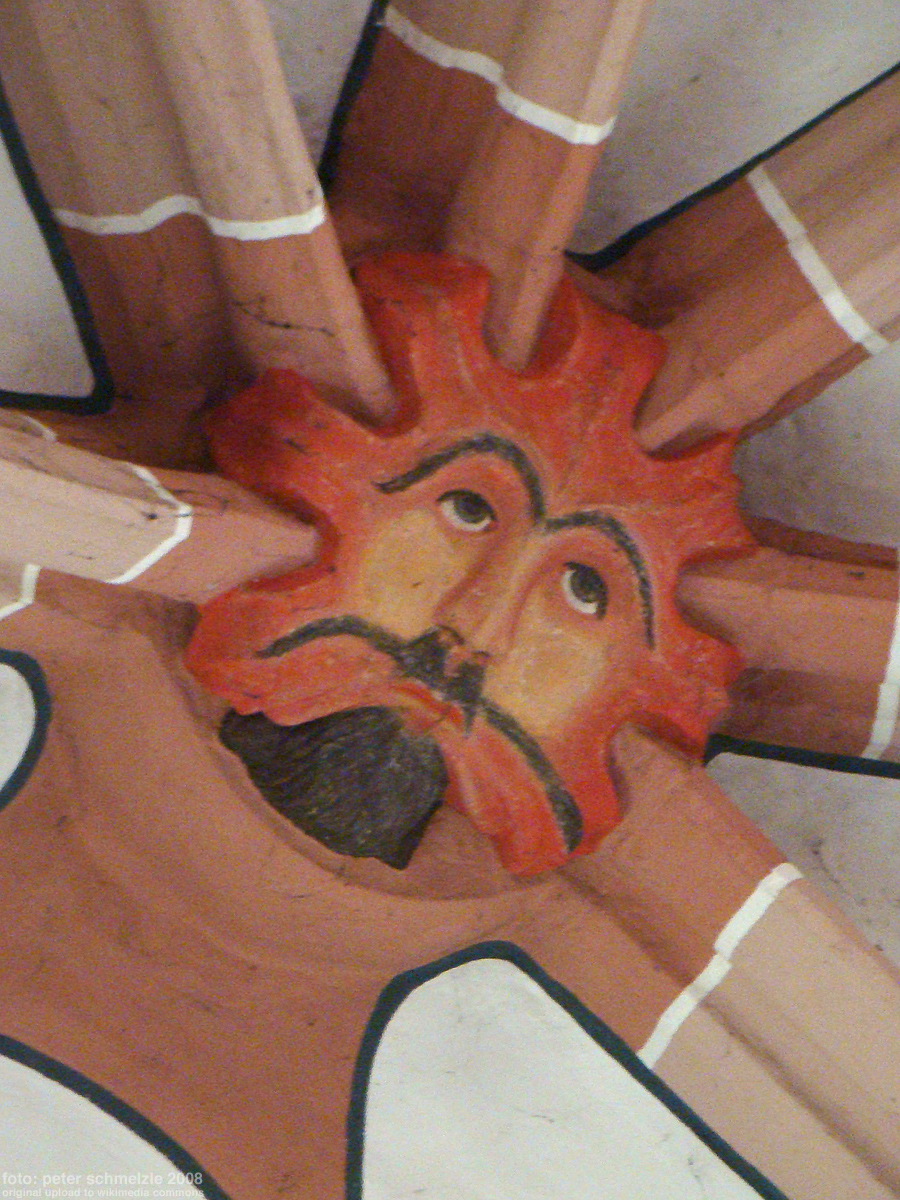
Schlussstein im Chor mit Blattmaske
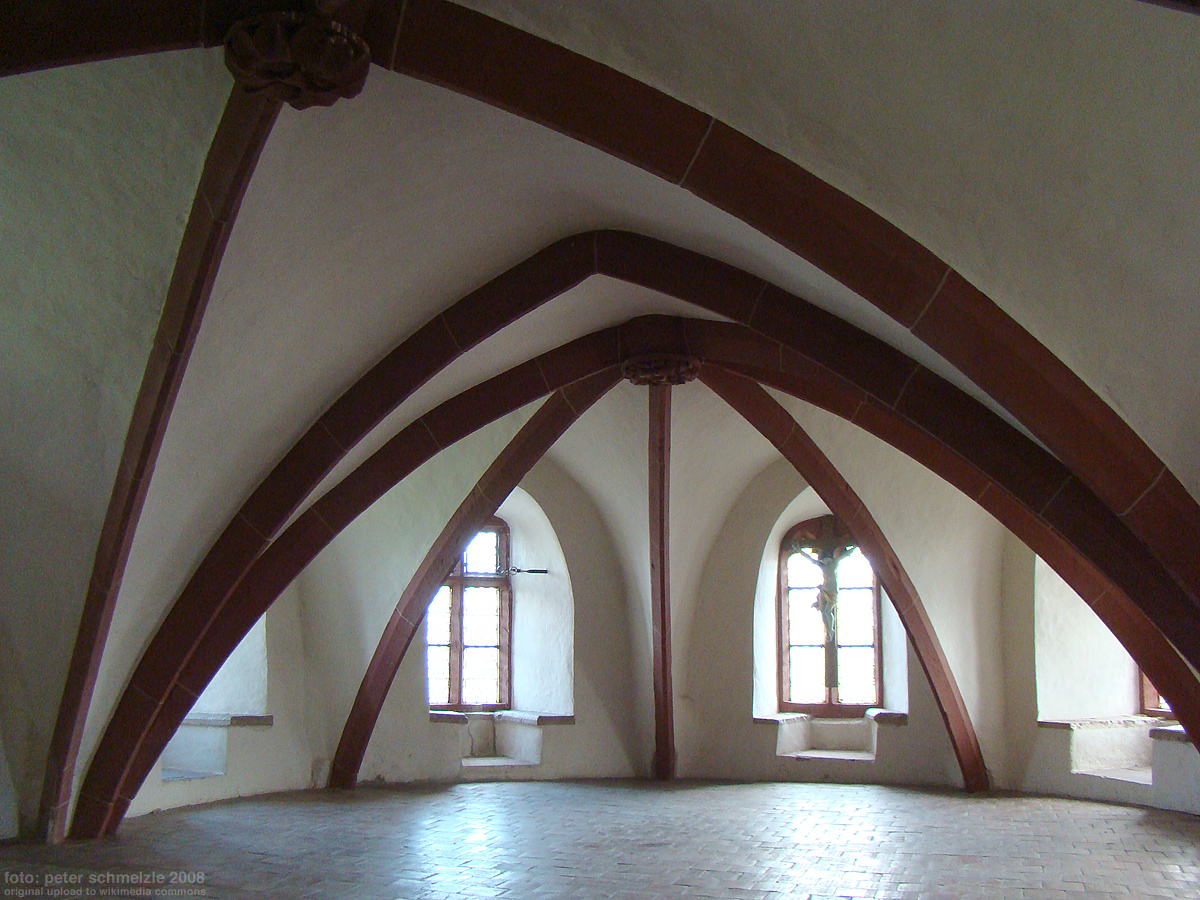
Rittersaal im Obergeschoss